# Кольцо из Петроасы
Кольцо из П(ь)етроас(с)ы — золотая шейная гривна в виде  кольца, найденная в кургане у Петроасы (сейчас Пьетроаселе) в Мунтении (современный румынский жудец Бузэу) в 1837 году в составе большого золотого клада, датированного 250—400 годами нашей эры. Само кольцо, как чаще всего считается, имеет римско-средиземноморское происхождение, на нём есть надпись на готском языке (рунический алфавит «старший Футарк»).
Кольцо с надписью остаётся предметом серьезного научного интереса, имеется целый ряд теорий относительно его происхождения, причины захоронения и датировки. Надпись, которой был нанесён невосполнимый ущерб вскоре после её обнаружения, уже не может быть прочитана с уверенностью, поэтому предпринимаются различные попытки реконструкции и интерпретации. Недавно, однако, появилась возможность реконструировать повреждённый участок с помощью вновь обнаруженных изображений кольца в его исходном состоянии. В целом, кольцо с надписью может дать понимание природы дохристианской языческой религии готов.

## История

### Происхождение
Оригинальный клад, обнаруженный в большом кольцевом кургане, известном как гора Истрица возле Пьетроаселе в Румынии, состоял из 22 частей, включающих в себя множество золотых сосудов, тарелок и чашек, а также ювелирные изделия, в том числе два кольца с надписями. Когда клад только обнаружили, предметы были склеены в неидентифицируемую чёрную массу, что привело к предположению, что клад мог быть покрыт каким-то органическим материалом (например тканью или кожей) до того, как был предан земле. Общий вес находки составил примерно 20 кг.
Десять предметов, среди которых одно из колец с надписью, были похищены вскоре после обнаружения клада. А когда украденные предметы были вновь найдены, оказалось, что кольцо было разрезано по меньшей мере на четыре части ювелиром из Бухареста, при этом один из символов надписи был повреждён до степени нечитаемости. К счастью, до этого лондонское Арундельское общество сделало детальные рисунки, гипсовую копию и фотографию кольца, и утраченный символ можно было восстановить с относительной определённостью.
Остальные предметы клада демонстрируют высокое качество исполнения, так что ученые сомневаются в их местном происхождении. Тейлор (1879), в одной из ранних работ, посвящённых находке, предполагает, что предметы могли быть частью награбленного готами во время набегов на римские провинции Мёзия и Фракия (238—251). Другая ранняя теория, вероятно, впервые предложенная Одобеску (1889) и вновь поднятая Джураску (1976), определяет Атанариха, языческого вождя вестготов, как вероятного владельца клада, который, предположительно, приобрёл его в результате конфликта с римским императором Валентом II в 369 году. В каталоге Гольдхейма (1994) предполагается, что предметы могут также рассматриваться как подарки, сделанные римскими правителями союзным германским князьям.
Последние минералогические исследования предметов клада указывают не менее трёх географически разрозненных регионов происхождения золотой руды: Южный Урал, Нубия (Судан), и Персия. Местное дакское происхождение руды было исключено. Хотя Кожокару (1999) отвергает возможность, что римские имперские монеты были переплавлены для изготовления некоторых предметов, Константинеску (2003) приходит к противоположному выводу.
Сравнение минералогического состава, технологий плавки и ковки, и более ранний типологический анализ показывают, что золото, использованное для изготовления кольца с надписью, классифицированного как кельто-германское, не такое чистое, как у греко-римского, и не такое легированное, как у обнаруженных в полихромных германских предметов. Эти результаты, кажется, указывают на то, что по крайней мере часть клада, в том числе кольцо с надписью, состоит из золотой руды добывавшейся на далёком севере Дакии. Поэтому эти предметы могли принадлежать готам до их миграции на юг (см. вельбарская культура, черняховская культура). Хотя это может поставить под сомнение традиционную теорию о римско-средиземноморском происхождении кольца, необходимы его дальнейшие исследования, прежде чем происхождение материала, использованного при его изготовлении, может быть определено окончательно.

### Причины захоронения
Как и у большинства находок такого типа, остается неясным, почему предметы были помещены в курган, хотя есть несколько правдоподобных версий. Тейлор утверждает, что кольцеобразный курган, в котором эти предметы были найдены, вероятно, находится на месте языческого храма, и на основе анализа сохранившейся надписи можно предположить, то они были частью вотивного клада. Правда эта теория в значительной степени игнорируются более поздними исследованиями. В частности, Лойенга (1997) отмечает, что все остальные предметы в кладе имели «определенный обрядовый характер». Особенно примечательным в этой связи является фиала, украшенная изображениями (скорее всего германских) божеств.
Приверженцы теории о личном кладе Атанариха предполагают, что золото было закопано в попытке скрыть его от гуннов, которые победили готическое племя грейтрунгов к северу от Чёрного моря и начали двигаться в сторону Дакии около 375 года. Однако остаётся неясным, почему золото так и осталась закопанным, ведь договор Атанариха с Феодосием I (380) позволил ему и его соплеменникам находиться под защитой Римского владычества до его смерти в 381 году. Другие исследователи предположили, что клад принадлежал правителю остготов. Русу (1984) идентифицировал Гайну, готического полководца римской армии, который был убит гуннами около 400 года, как владельца клада. Хотя эта версия помогла бы объяснить, почему клад остался закопанным, она не может дать ответ на вопрос, почему бросающийся в глаза кольцеобразный курган был выбран в качестве места, чтобы спрятать такой большой и ценный клад.

### Датировка
Были предложены различные версии о времени захоронения клада, которые во многом основываются на происхождении предметов, манере погребения и надписи на кольце. Тейлор говорит о диапазоне от 210 до 250 года. В более поздних исследованиях учёные предлагали несколько более поздние сроки: сторонники теории Атанариха говорили о конце IV века, а исследователи Константинеску и Томеску указывали на начало V века.

## Расшифровка

### Реконструкция и интерпретация надписи
На золотом кольце имеется руническая надпись («старший Футарк»), причём 7-й символ (вероятно ᛟ /o/) был в основном уничтожен когда кольцо было разрезано похитителями пополам. Повреждённая руна была объектом ряда научных дискуссий и по-разному интерпретировалась как ᛃ /j/ (Reichert 1993, Nedoma 1993) или, возможно, ᛋ /s/ (Looijenga 1997). Если основываться на фотографии Арундельского общества, то надпись первоначально гласила:
gutaniowi hailag
ᚷᚢᛏᚨᚾᛁᛟᚹᛁ ᚺᚨᛁᛚᚨᚷ
Ранние исследователи, в частности Тейлор, приводят следующий перевод: «посвятили хеилаг храму ō-wī(h) богу Гутани». Согласно Дикулеску (1923), надпись гласит «священный (хеилаг) Йове (Йови, то есть Тору) готскому гутан(и)». Дювел (2001), комментируя то же прочтение, предлагает интерпретировать ᛟ как ō[þal] таким образом выходит:
gutanī ō[þal] wī[h] hailag
В дальнейшем Краузе (1966) приводит перевод «священное wī(h) (и) неприкосновенное хеилаг наследование ō (þal) готскому гутан(и)». Другие учёные интерпретируют ᛟ как показатель женского окончания: Йонсен (1971) переводит надпись как «святая хеилаг реликвия wī (h) (= [алтарное] кольцо) готических жриц гутанио»; Крогманн (1978), читая ᛗ/m/ для ᚹᛁ/wi/, переводит «посвящённый хеилаг готским матерям гутаниом (= женский дух-хранитель готов)»; Антонсен (2002) переводит «неприкосновенный wī(h)/хаилаг готических женщин/женщин-воинов гутанио». Лойенга (1997), толкуя повреждённую руну как ᛋ /s/, читает:
gutanīs wī[h] hailag
Она комментирует, что гутаниc следует понимать как «готический», а wī[h] — как «святилище». Исходя из этого она переводит всю надпись как «Готический (объект). Неприкосновенный». Райхерт (1993) предполагает, что повреждённую руну можно также прочитать как ᛃ /j/ и интерпретировать как j[ Ēra], таким образом:
gutanī j[era] wī[h] hailag
Райхерт переводит это как «(хороший) год j(era) готского гутани, священный wī(h) (и) неприкосновенный хеилаг». Хотя Дювель (2001) выразил сомнения в правильности такой интерпретации, Нордгрен (2004) поддерживает версию Райхерта, рассматривая кольцо как связанное с сакральным королем в его роли по обеспечению обильного урожая (представленного символом ᛃ йера). Пипер (2003) читает повреждённую руну как ᛝ /ŋ/, таким образом:
gutanī [i(ng)]wi[n] hailag
Он переводит это «[к] Ингвину готов. Свято.».

### Смысл надписи
Несмотря на отсутствие консенсуса относительно точной передачи надписи, ученые, похоже, согласны с тем, что её язык — это какая-то форма готики, и что она была сделана в религиозных целях. Тейлор интерпретирует надпись как явно языческую по своему характеру и свидетельствующую о существовании храма, для которого кольцо было вотивным кладом. Он указывает дату захоронения (210—250) исходя от того факта, что христианизация готов вдоль Дуная, как считается была почти завершена в течение нескольких поколений после того, как они переселились туда в 238 году.
МакЛеод и Миес (2006), вслед за Миесом (2004), предполагают, что это кольцо могло представлять собой «храмовое кольцо» или «священное присяжное кольцо», существование которых в языческие времена зафиксировано в древнескандинавской литературе и находит подтверждение в археологии. Кроме того, как они предполагают, надпись могла служить доказательством существования поклонения «матерям-богиням» среди готов, что повторяет хорошо документированное поклонение «матерям-богиням» в других регионах германского севера. МакЛеод и Миес также предлагают, чтобы появление обоих общегерманских терминов, обозначающих «святость» (wīh и hailag), могло помочь прояснить различие между двумя понятиями на готском языке. Они предполагают, что кольцо считалось святым не только из-за его связи с одним или несколькими божествами, но также и само по себе.